# Charlys Nichten
Charlys Nichten è un film del 1974 diretto da Walter Boos.

## Trama
Max, Stefan e Luigi sono tre migliori amici che si travestono da donne per trovare lavoro nello studio fotografico per sole ragazze.